# کرومسترین
کرومسترین (به هلندی: Cromstrijen) یک شهرستان در هلند است که در هلند جنوبی واقع شده‌است. کرومسترین ۰ متر بالاتر از سطح دریا واقع شده‌است.